# Medicago hemicoerulea
Medicago hemicoerulea là một loài thực vật có hoa trong họ Đậu. Loài này được Sinskaya miêu tả khoa học đầu tiên.